# Banditi a Orgosolo
Banditi a Orgosolo é um filme de drama de Itália de 1961, realizado por Vittorio De Seta.

## Resumo
Um pastor da Sardenha é injustamente acusado pela carabinieri e suspeito de assassínio de um polícia. Durante a fuga o seu rebanho morre de cansaço, o que o obriga a escolher o caminho do crime da necessidade económica.
Este sóbrio primeiro filme sem compromissos, com actores amadores, dá uma imagem chocante da luta pela sobrevivência com e contra a natureza e da solidariedade sem êxito dos detentores do poder.
Seta teria, depois deste filme, muito poucas outras possibilidades.

## Elenco
- Michele Cossu
- Peppeddu Cossu
- Vittorina Pisano